# Karl Egle
Karl Egle (* 15. September 1912 in Leutershausen; † 26. Oktober 1975) war ein deutscher Botaniker, der vor allem zur Photosynthese arbeitete.

## Wirken
Egle studierte in Heidelberg Botanik bei August Seybold. 1933 wurde er Mitglied der SA, 1938 wurde er dort zum Scharführer befördert; 1937 trat er zudem in die NSDAP ein (Mitgliedsnummer 4.716.944). 1937 promovierte ihn Seybold mit seiner Dissertation Zur Kenntnis des Lichtfeldes der Pflanze und der Blattfarbstoffe, die in der Zeitschrift Planta veröffentlicht wurde. Anschließend wurde er Seybolds Assistent und publizierte mit ihm weitere Arbeiten über die an der Photosynthese beteiligten Farbstoffe, insbesondere die Chlorophylle und Carotine. Gemeinsam mit Hans Fischer verfasste er eine Arbeit über Bakterienchlorophyll. 1939 wurde Egle Assistent von Friedrich Laibach am Botanischen Institut der Johann Wolfgang Goethe-Universität Frankfurt am Main. Im Zweiten Weltkrieg wurde er zum Wehrdienst in einer Flugabwehr-Einheit einberufen. 1943 konnte er sich während eines dreimonatigen Urlaubs mit seinen Untersuchungen über die Resistenz der Plastidenfarbstoffe habilitieren.
Seybolds Versuch, Egle im November 1945 als Assistent zurück nach Heidelberg zu holen, scheiterte; er blieb in Frankfurt, um unter Camill Montfort das durch Bombeneinwirkungen zerstörte Botanische Institut wieder aufzubauen. 1949 wurde er in Frankfurt zum außerplanmäßigen Professor ernannt; 1950/51 war er Gastprofessor an der University of Chicago. 1954 wurde er als Ordinarius für Angewandte Botanik nach Hamburg berufen. Von dort kam er 1959 als Leiter des Instituts für Botanik nach Frankfurt zurück, wo er zugleich Direktor des Botanischen Gartens wurde. Für das von Wilhelm Ruhland herausgegebene Handbuch der Pflanzenphysiologie  verfasste er entsprechend seiner Hauptforschungsgebiete im Band 5 („Die CO2-Assimilation“, 1960) die Kapitel zur Biogenese und zum biologischen Abbau des Chlorophylls, zu „Menge und Verhältnis der Pigmente“ ebenso wie die über die Methoden der Photosynthese-Messung bei Landpflanzen und zur Brutto- und Netto-Photosynthese und Photorespiration.
Egle war 1966 Präsident der Deutschen Botanischen Gesellschaft. 1967, 1970 und 1973 fungierte er als Schatzmeister der International Union of Biological Sciences. Er gehörte auch dem Vorstand und dem Beirat der Kommission Reinhaltung der Luft an.

## Schriften
- Karl Egle, Günter Rosenstock: Die Geschichte der Botanik in Frankfurt am Main. Frankfurt a. M. 1966